# 残杀威
残杀威（英語：Propoxur，商品名：Baygon），化学式C11H15NO3，是一种氨基甲酸酯类杀虫剂，可由邻苯二酚合成。